# Географія Австралії
Австралія — повністю займає однойменний материк з низкою прилеглих островів, найбільший з яких — Тасманія, що повністю лежить у південній півкулі. Австралію часто називають островом-континентом через її невеликий розмір та ізольованість, або й найбільшим островом на планеті . Загальна площа країни 7 741 220 км² (6-те місце у світі), з яких на суходіл припадає 7 682 300 км², а на поверхню внутрішніх вод — 58 920 км². Площа країни трохи менша ніж площа США без Аляски. Географія країни надзвичайно різноманітна, починаючи від снігових гір Австралійських Альп і Тасманії до великих пустель, тропічних і помірних лісів .  

## Назва
Офіційна назва — Австралійський Союз, Австралія (англ. Commonwealth of Australia, Australia, AS). Невідома Південна земля (лат. Terra Australis Incognita), так територія була названа ранніми європейськими дослідниками, які вірили, що австралійський материк був частиною великого Південного материка, що займав увесь простір «низу» земної кулі й таким чином врівноважував її. Перші голландські дослідники континенту використовували термін Нова Голландія (нід. Nieuw Holland), який запровадив мореплавець Абель Тасман 1644 року. В результаті другого плавання Джеймса Кука в 1772—1775 роках Південний материк в середніх широтах не було виявлено, тому звична на картах назва Терра Австраліс звільнилась. Мандрівник і гідрограф Метью Фліндерс (1774–1814), який першим досліджував і докладно картографував австралійський берег, використав термін Австралія у своїй праці «Подорож до Терра Австраліс». Цей термін вже за 10 років витіснив голландську назву. Оз — розмовний екзонім, імовірне скорочення від Австралія (Australia → Aussie). Народна етимологія пов'язує назву з твором Френка Баума «Чарівник з країни Оз» (1904). Уперше Оксфордський словник англійської мови зафіксував назву Осс (Oss) 1908 року. Але немає точної відповіді, чи Баум надихнув на появу такої назви, чи навпаки він запозичив її.

## Історія дослідження території
26 лютого 1606 року члени експедиції голландської Ост-індійської компанії під керівництвом капітана Віллема Янсзона висалидись поблизу сучасного півострова Кейп-Йорк і стали першими європейцями, що досягли Австралії.

## Географічне положення

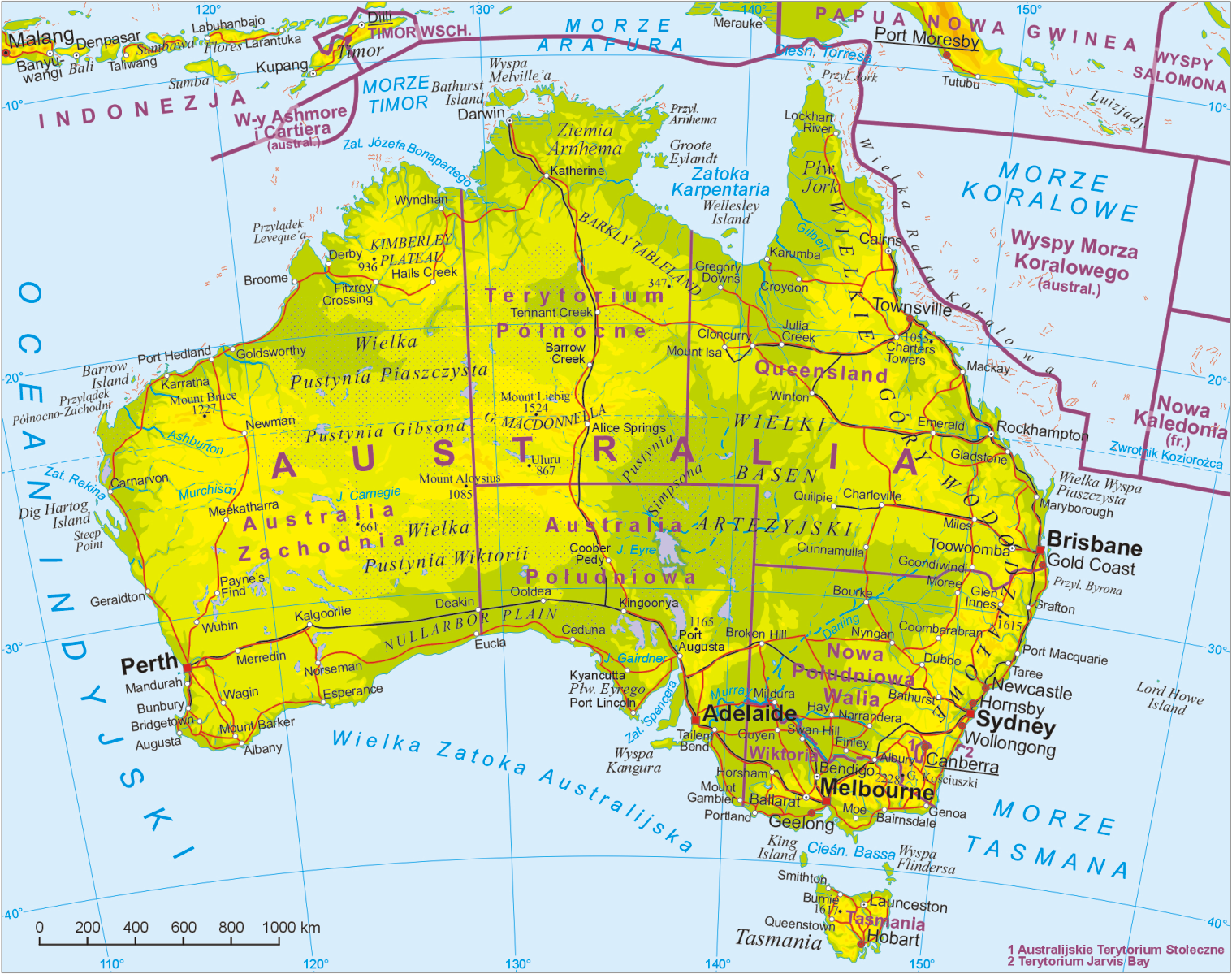
Сусіди Австралії

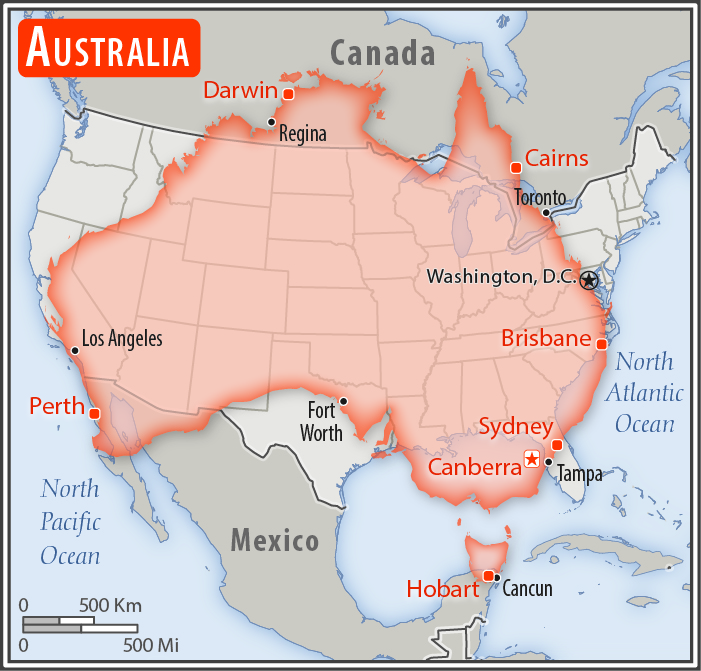
Порівняння розмірів території Австралії та США

Австралія — велика острівна країна, що не має сухопутного державного кордону, повністю займає материк Австралію. На півночі країна омивається водами Арафурського і Тиморського морів, затоки Карпентарія, на півдні водами Великої Австралійської затоки, на заході відкритими водами Індійського океану; на сході — водами Коралового і Тасманового морів Тихого океану. Сусідні країни включають Індонезію, Східний Тимор і Папуа Нову Гвінею на півночі, Соломонові острови, Вануату і заморське володіння Франції Нову Каледонію на сході, а також Нову Зеландію на південний схід. Довжина берегової лінії Австралії становить 34,2 тис. км (без узбереж островів).
Згідно з Конвенцією Організації Об'єднаних Націй з морського права (UNCLOS) 1982 року, протяжність територіальних вод країни встановлено в 12 морських миль (22,2 км). Прилегла зона, що примикає до територіальних вод, в якій держава може здійснювати контроль необхідний для запобігання порушень митних, фіскальних, імміграційних або санітарних законів простягається на 24 морські милі (44,4 км) від узбережжя (стаття 33). Виключна економічна зона встановлена на відстань 200 морських миль (370,4 км) від узбережжя. Континентальний шельф — 200 морських миль (370,4 км) від узбережжя, або до континентальної брівки (стаття 76).

### Крайні пункти
Територія Австралійського Союзу розташована між 9° і 55° паралелями південної широти та 72° і 167° меридіанами східної довготи. Країна простягається з півночі на південь на 3200 км, із заходу на схід — на 4100 км.
| м. Йорк м. Південно-Східний м. Стіп-Пойнт м. Байрон центр Ламберта г. Косцюшко озеро Ейрclass=notpageimage\| Крайні пункти континенту |

Крайні пункти Австралійського Союзу:
- крайня північна точка — острів Брамбл-Кей (англ. Bramble Cay) у Торресовій протоці 09°08′00″ пд. ш. 143°52′00″ сх. д. / 9.13333° пд. ш. 143.86667° сх. д.;
- крайня південна точка — острови Бішоп і Клерк (англ. Bishop and Clerk Islets) на південний захід від острова Маккуорі 55°07′ пд. ш. 158°41′ сх. д. / 55.117° пд. ш. 158.683° сх. д.;
- крайня західна точка — острови Макдональд (англ. McDonald Islands) 53°02′20″ пд. ш. 72°36′04″ сх. д. / 53.03889° пд. ш. 72.60111° сх. д.;
- крайня східна точка — острів Норфолк (англ. Norfolk Island) 29°02′00″ пд. ш. 167°57′00″ сх. д. / 29.03333° пд. ш. 167.95000° сх. д.;
- найвища точка — пік Моусон (англ. Mawson Peak) на острові Герд 53°6′00″ пд. ш. 73°31′00″ сх. д. / 53.10000° пд. ш. 73.51667° сх. д..

Морські кордони Австралійського Союзу
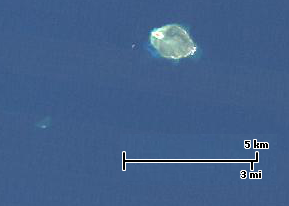
Острів Брамбл-Кей
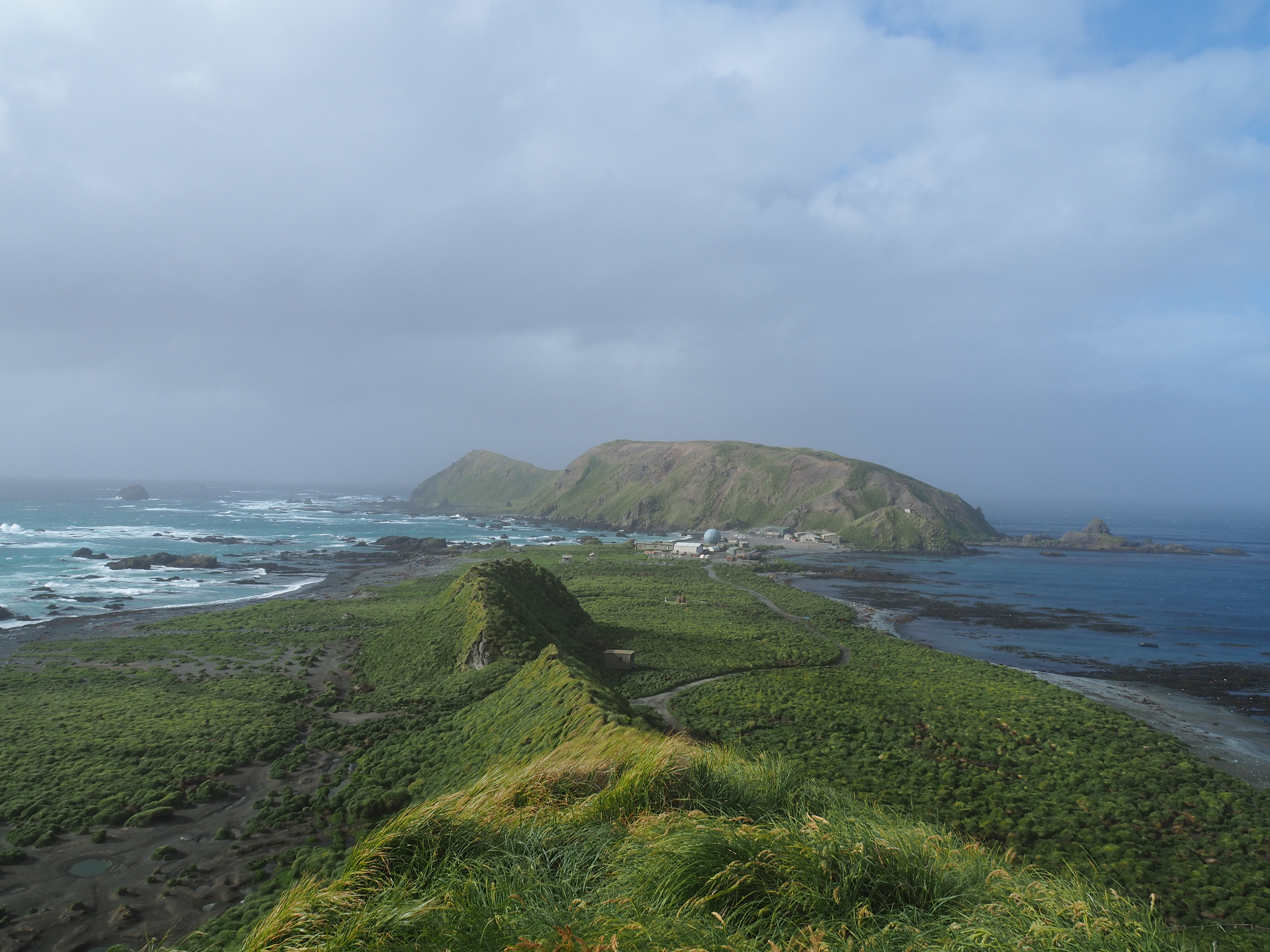
Острів Маккуорі
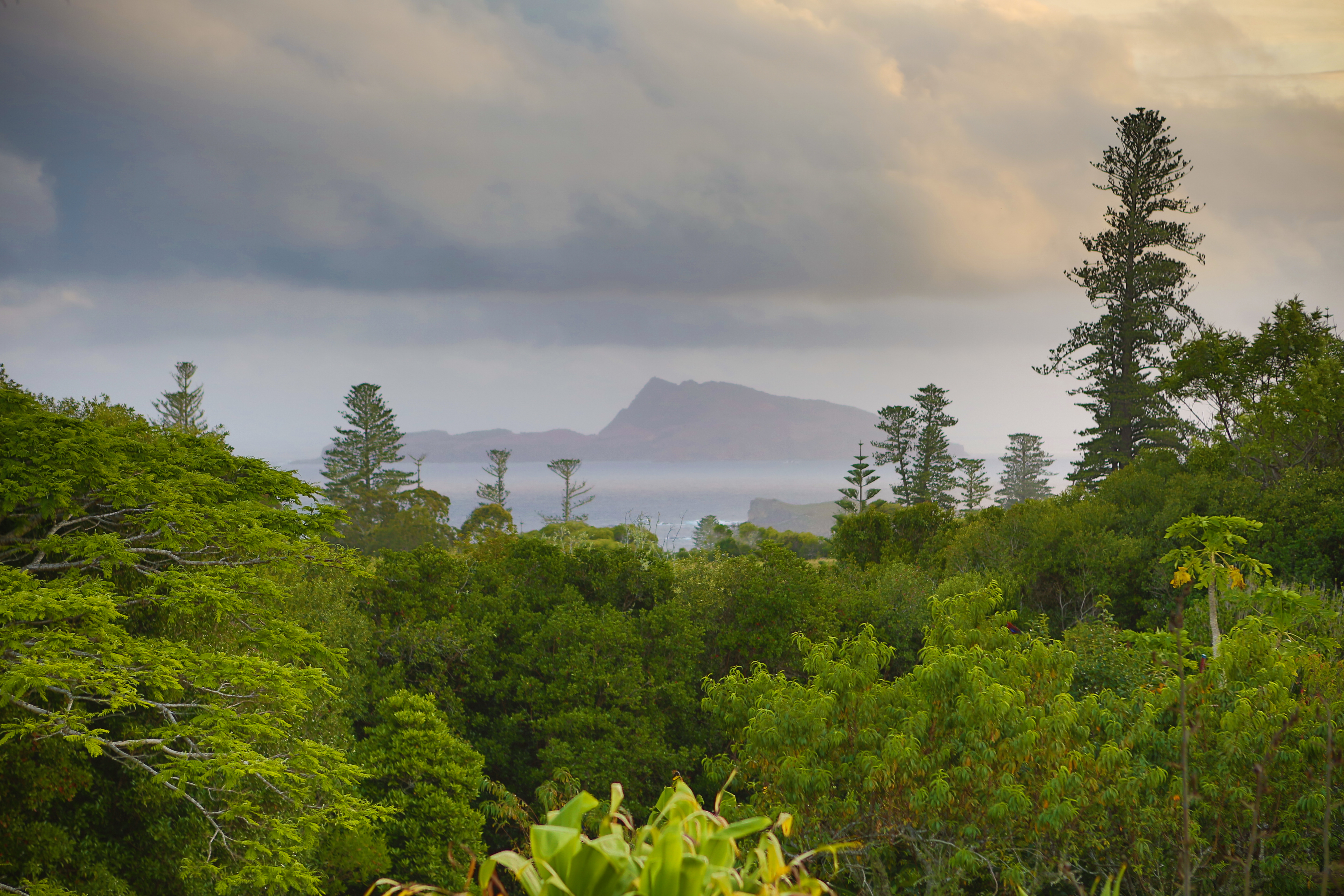
Острів Норфолк
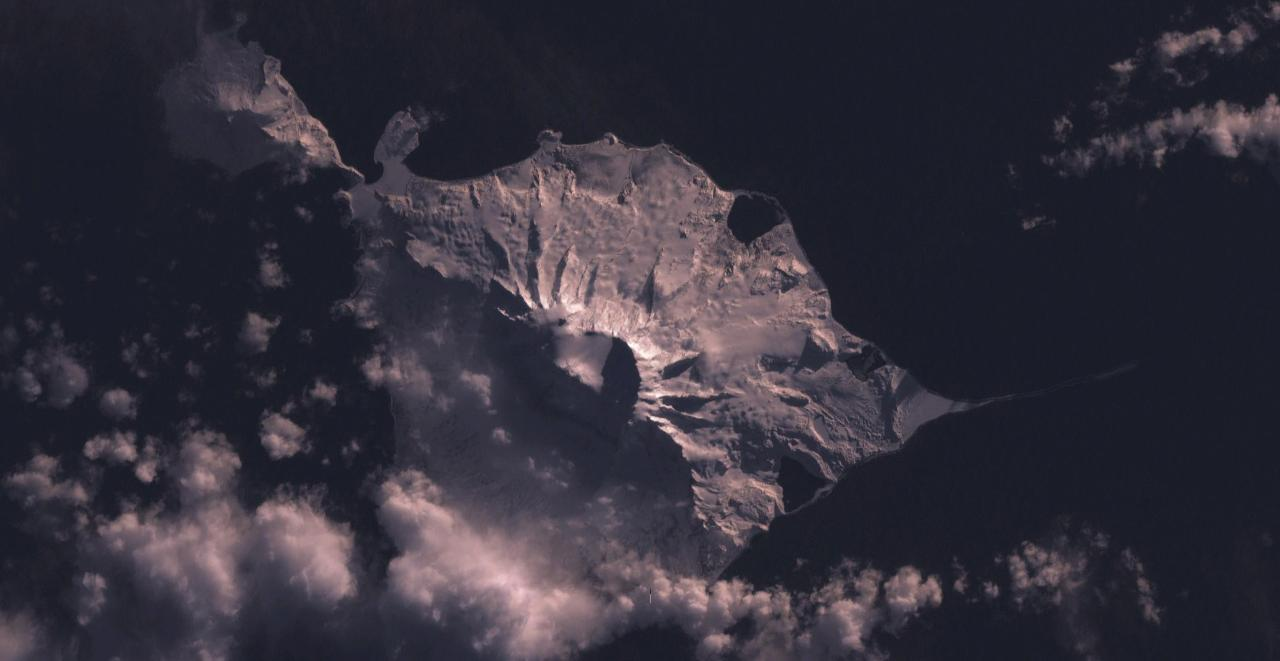
Пік Моусон на острові Герд

Крайні пункти континенту:
- крайня північна точка — мис Йорк (англ. Cape York) 10°41′00″ пд. ш. 142°32′00″ сх. д. / 10.68333° пд. ш. 142.53333° сх. д.;
- крайня південна точка — Південно-Східний мис (англ. South Point) 39°08′10″ пд. ш. 146°22′30″ сх. д. / 39.13611° пд. ш. 146.37500° сх. д.;
- крайня західна точка — мис Стіп-Пойнт (англ. Steep Point) 26°09′05″ пд. ш. 113°09′20″ сх. д. / 26.15139° пд. ш. 113.15556° сх. д.;
- крайня східна точка — мис Байрон (англ. Cape Byron) 28°38′00″ пд. ш. 153°39′20″ сх. д. / 28.63333° пд. ш. 153.65556° сх. д.;
- географічний центр — центр Ламберта (англ. Lambert Centre) 25°56′50″ пд. ш. 133°12′30″ сх. д. / 25.94722° пд. ш. 133.20833° сх. д.;
- найвища точка над рівнем моря — гора Косцюшко (англ. Mount Kosciuszko) 2228 м над рівнем моря36°27′30″ пд. ш. 148°15′45″ сх. д. / 36.45833° пд. ш. 148.26250° сх. д.;
- найнижча точка над рівнем моря — уріз води озера Ейр (англ. Lake Eyre) 15 м нижче рівня моря 28°22′00″ пд. ш. 137°22′00″ сх. д. / 28.36667° пд. ш. 137.36667° сх. д..

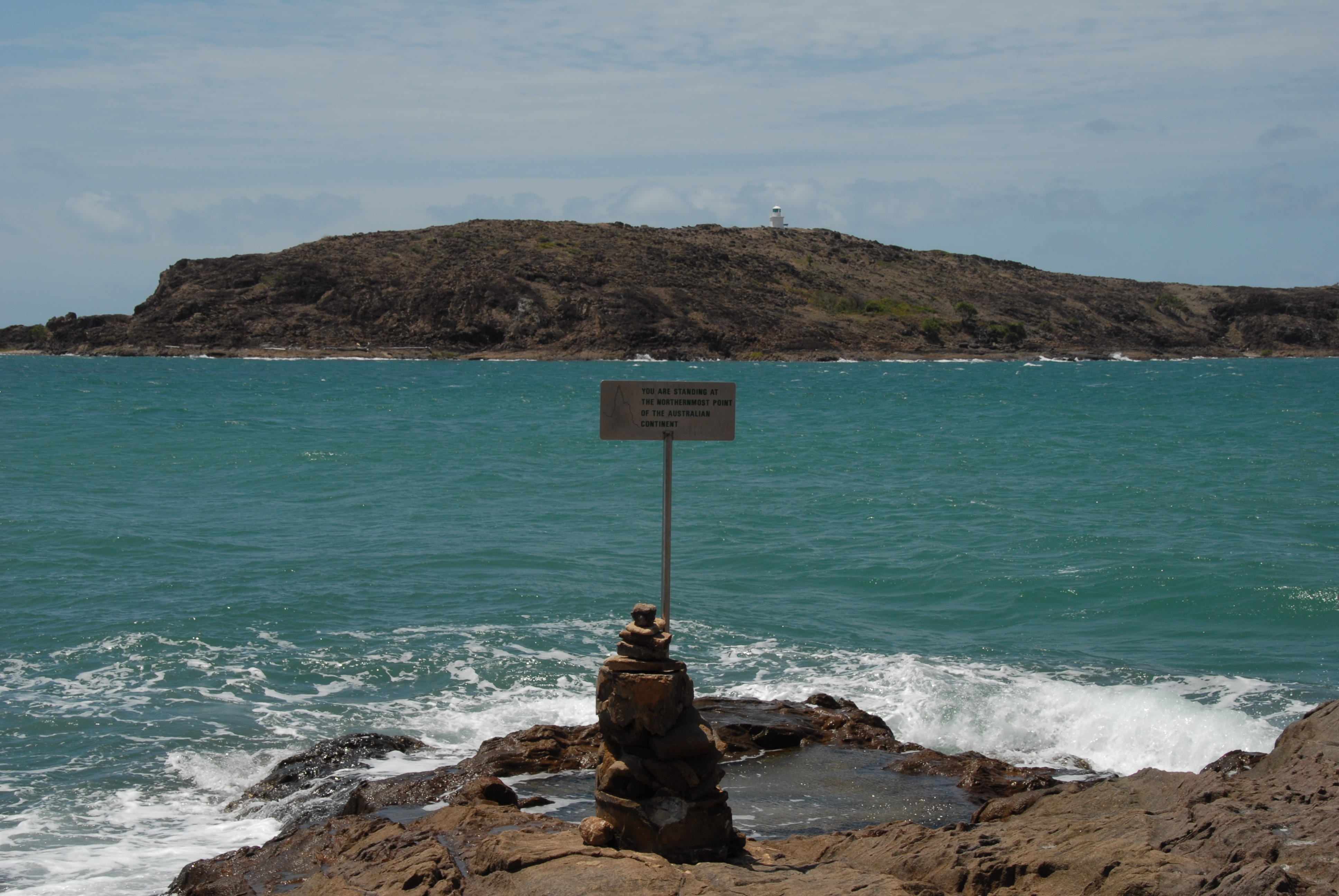
Мис Йорк
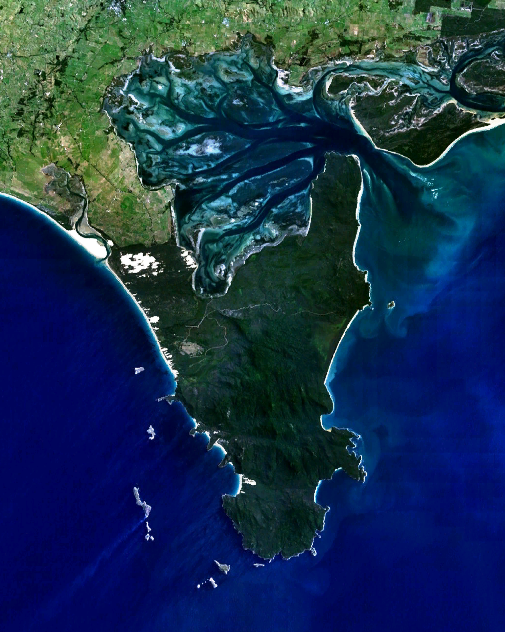
Південно-Східний мис
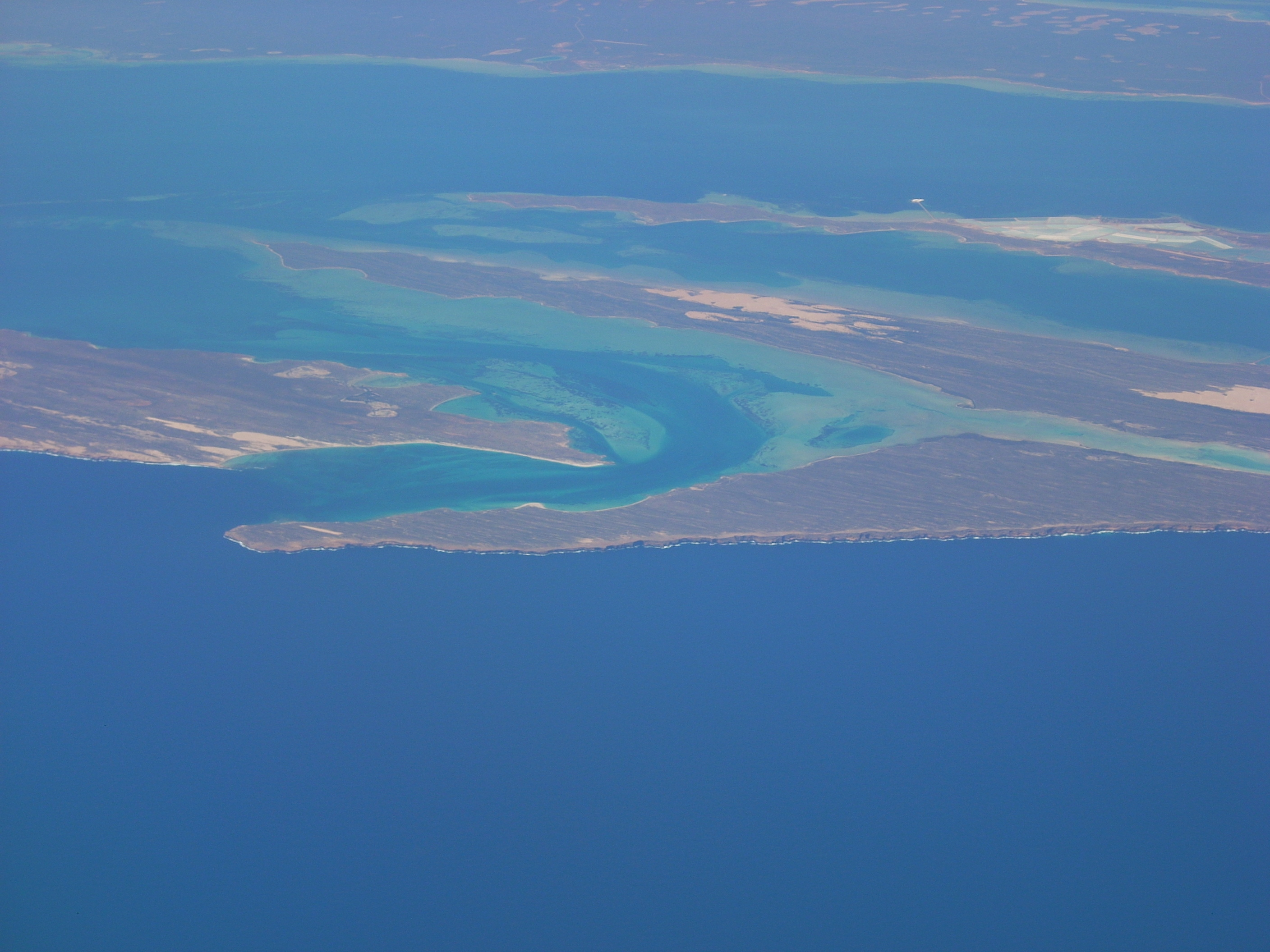
Мис Стіп-Пойнт
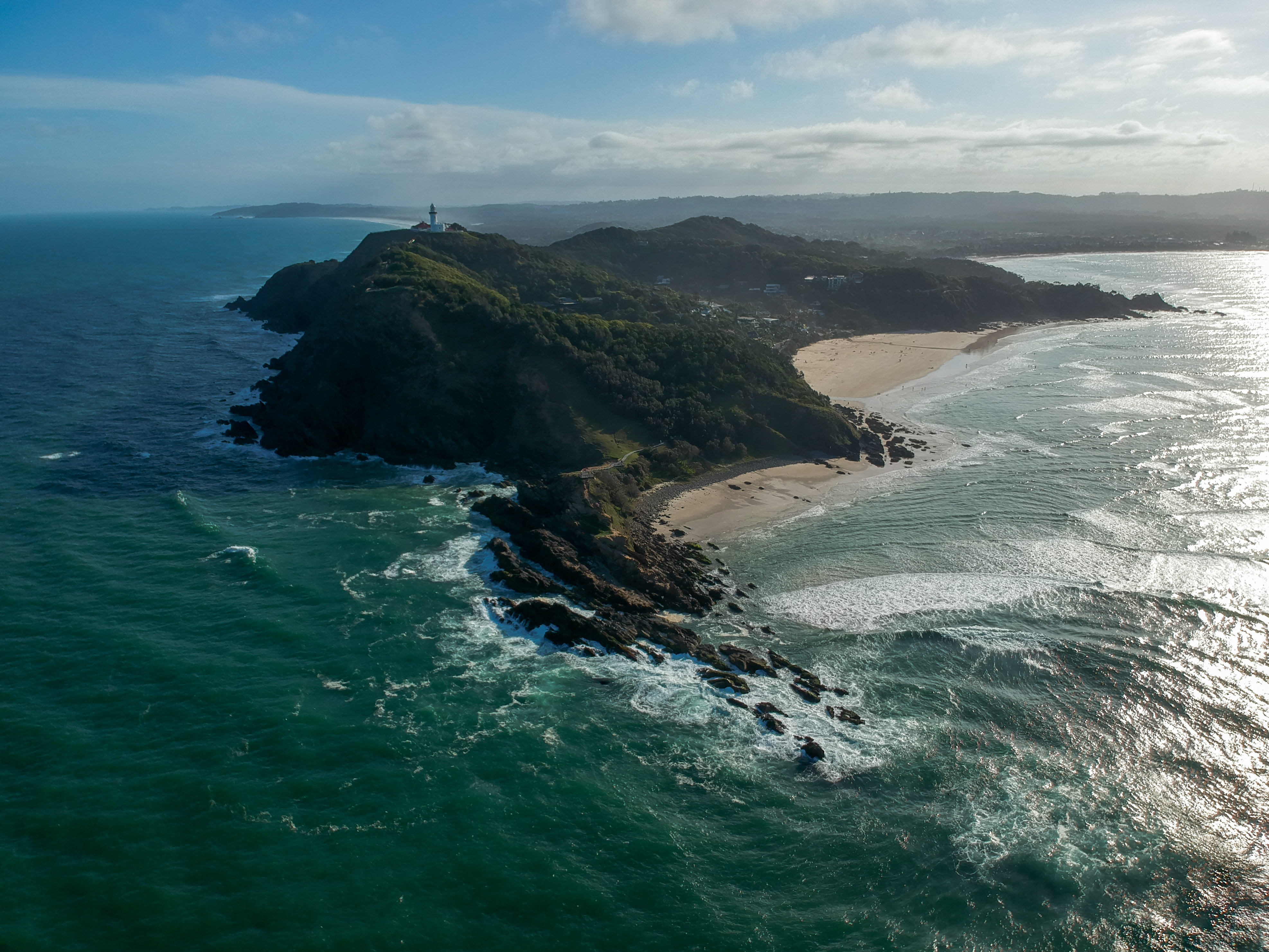
Мис Байрон
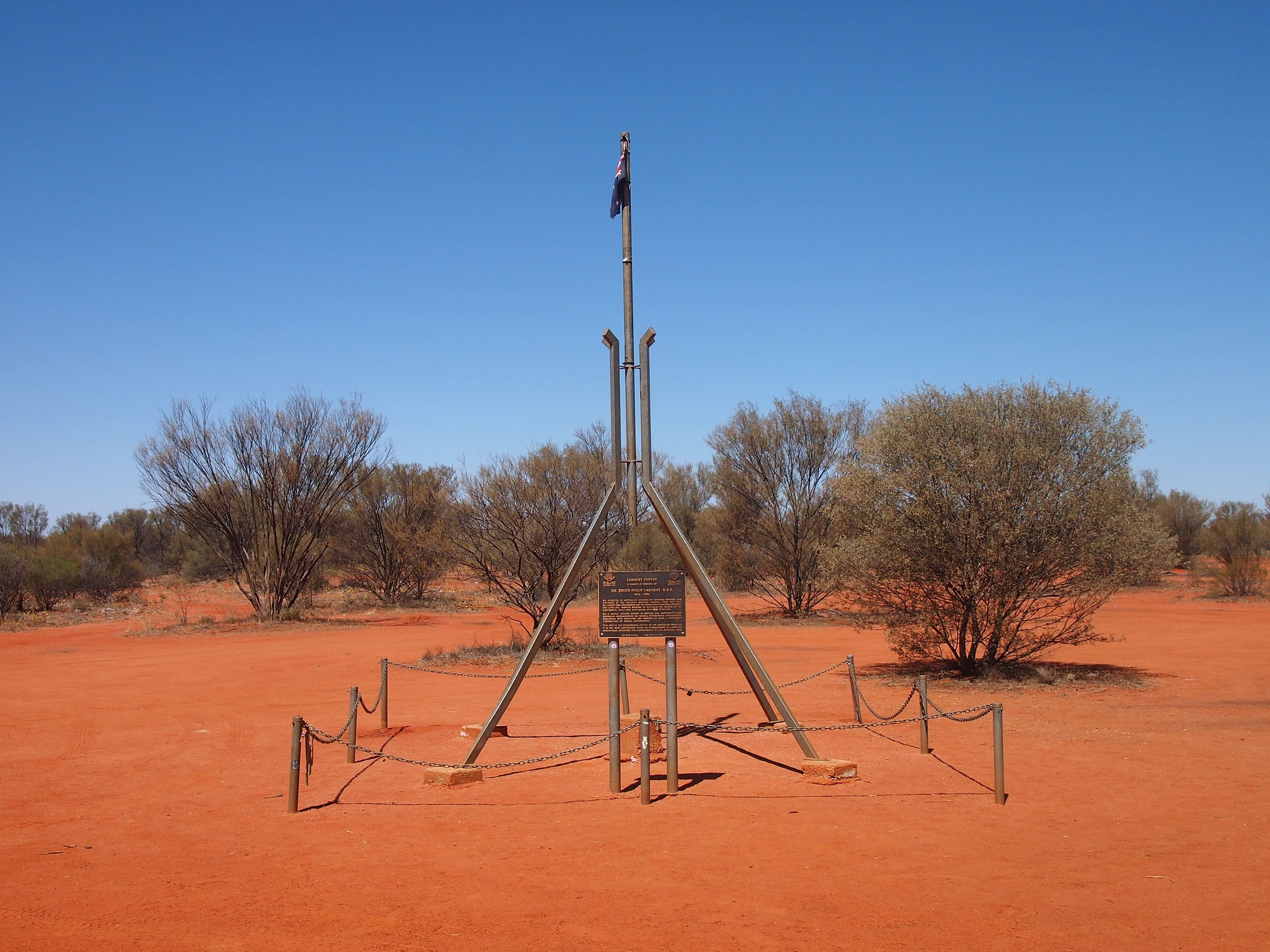
Центр Ламберта

### Час
Час в Австралії: UTC+10 (+8 годин різниці часу з Києвом). Літній час вводиться першої неділі жовтня переводом годинникової стрілки на 1 годину вперед, скасовується в першу неділю квітня переводом годинникової стрілки на 1 годину назад. Континентальна Австралія лежить у трьох годинних поясах: UTC+8, UTC+9,5, UTC+10. Час на островах Херд і Макдональд — UTC+5; на Кокосових (Кілінг) островах UTC+6,5; на острові Різдва — UTC+7; на островах Ашмор і Картьє -UTC+8; на островах Коралового моря — UTC+10; на острові Лорд-Хау — UTC+10,5; на острові Макуорі — UTC+10; на острові Норфолк — UTC+11.

## Геологія

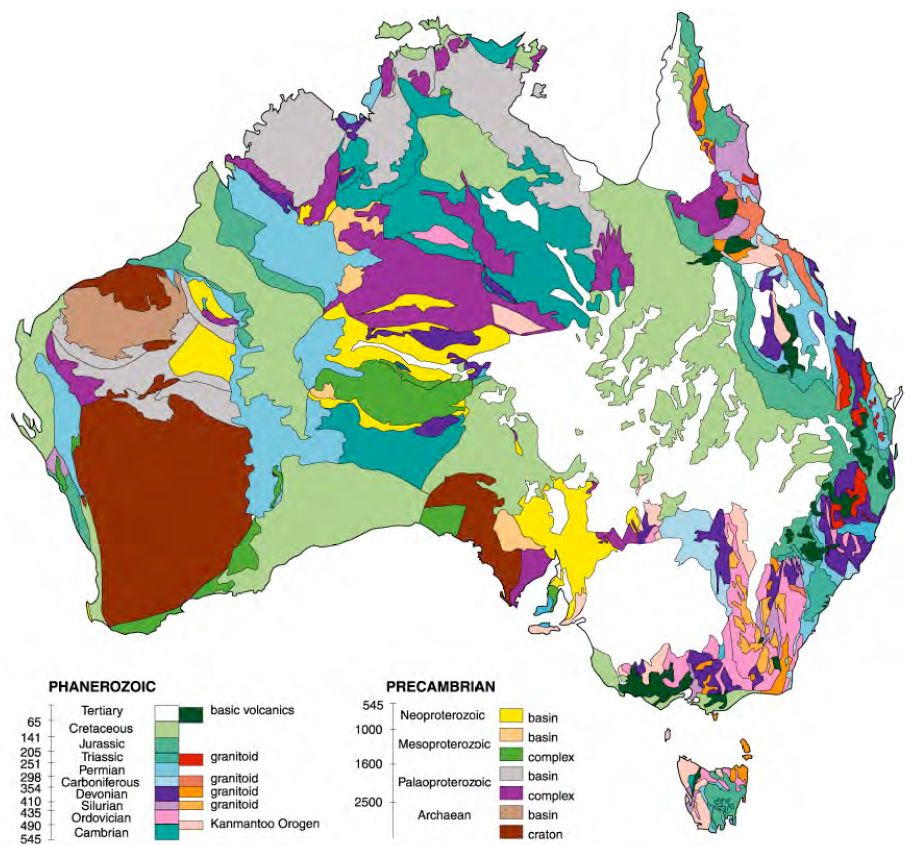
Геологічна карта Австралії (англ.)
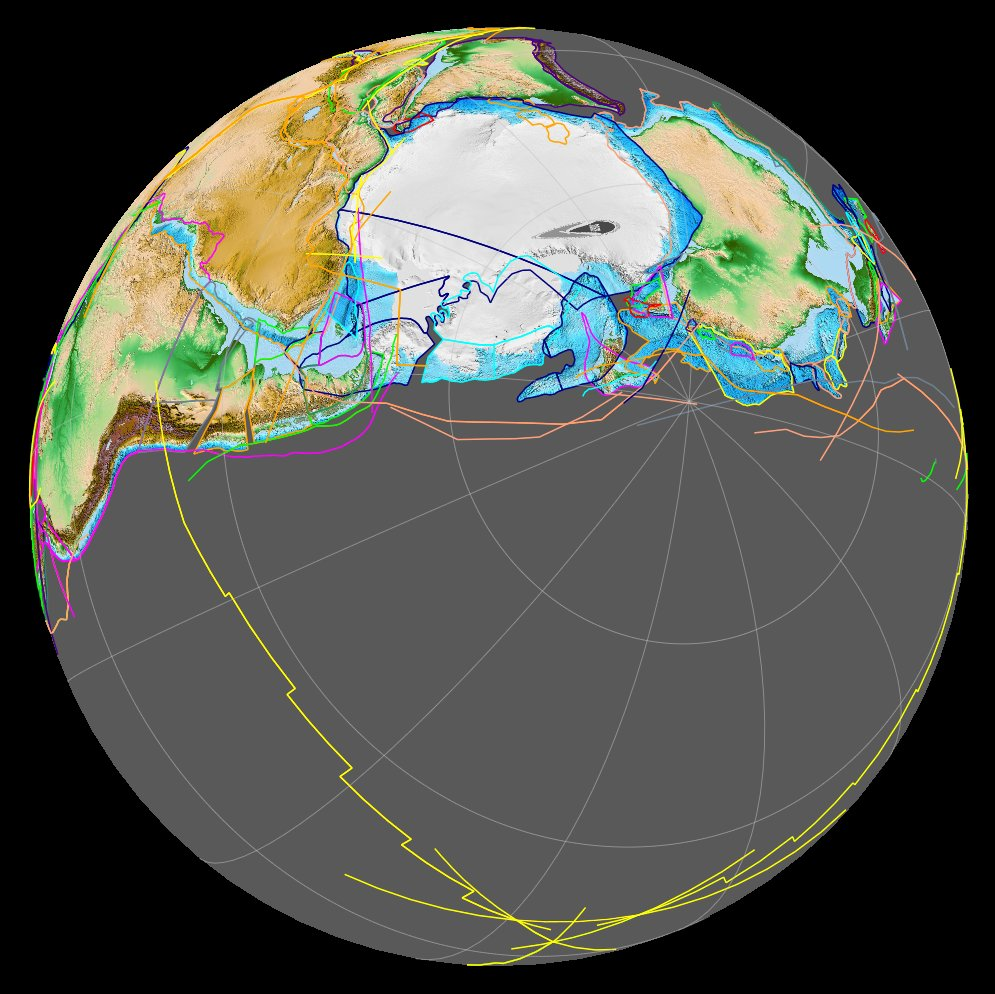
Австралія як частина Гондвани, 180 млн років тому
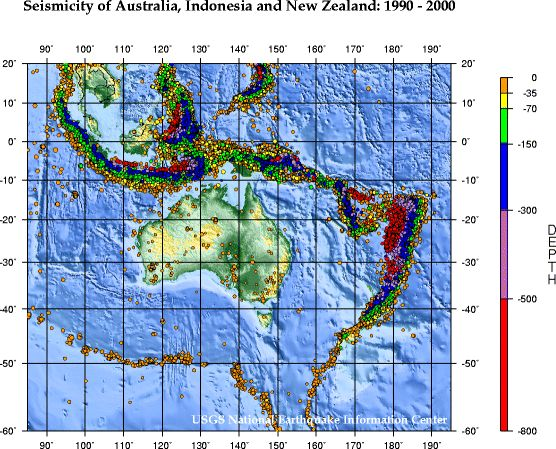
Сейсмічність Австралійської плити, 1990-2000 роки

### Сейсмічність
Древність кристалічної платформи обумовлює відносний сейсмічний спокій на сухопутній території країни. Проте в океанах, які оточують Австралію, мають місце досить часті помірні і досить сильні землетруси.

### Вулканізм
На території Австралії відсутні діючі вулкани, проте у південній частині Індійського океану в основі острова Герд лежить активний базальтовий стратовулкан — Біг-Бен (найвища вершина — Моусон-Пік), є вершиною підводного хребта Кергелен. Скелясті острівці Макдональд поруч також вулканічного походження.

## Рельєф
Австралія повністю займає найменший, плоский та сухий материк (40 % в тропіках, ⅓ — пустеля, ⅔ — напівпустелі). Країна не має сухопутних кордонів. Австралія — найбільш рівнинний континент і найнижчий серед материків (майже на половині його поверхні середня висота не перевищує 300 м) з найстарішими родючими ґрунтами. Середні висоти — 330 м над рівнем моря; найнижча точка — уріз води озера Ейр (-15 м); найвища точка — гора Косцюшко (2229 м). Найвища вершина на території, що належить Австралії — Моусон (2745 м), що на острів Херд.
Ландшафти Австралії різноманітні. Вони відрізняються добре збереженими рисами давніх геологічних епох. Давні архейські поверхні місцями перекриті потужними латеритними корами, місцями виходять на поверхню у вигляді сильно денудованих масивів або окремими останцями. Завдяки тропічному положенню більша частина території країни зайнята пустелями, напівпустелями та сухими рідколіссями.

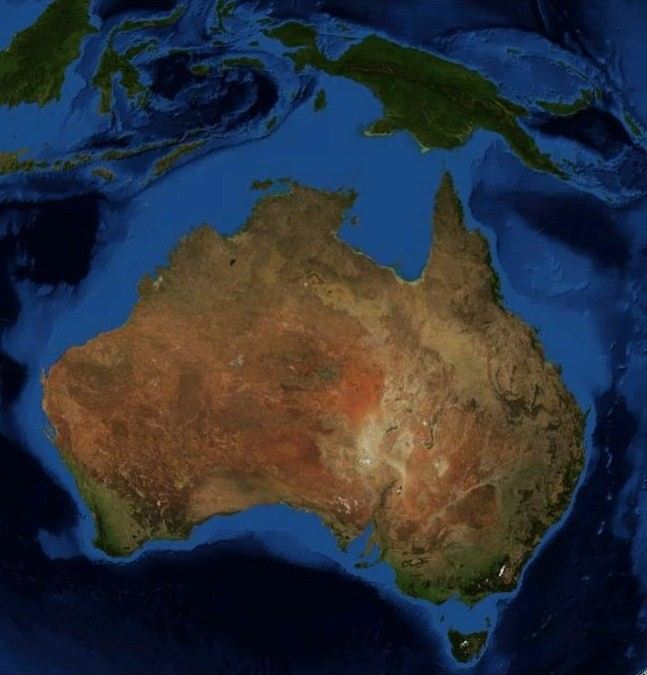
Супутниковий знімок Австралії
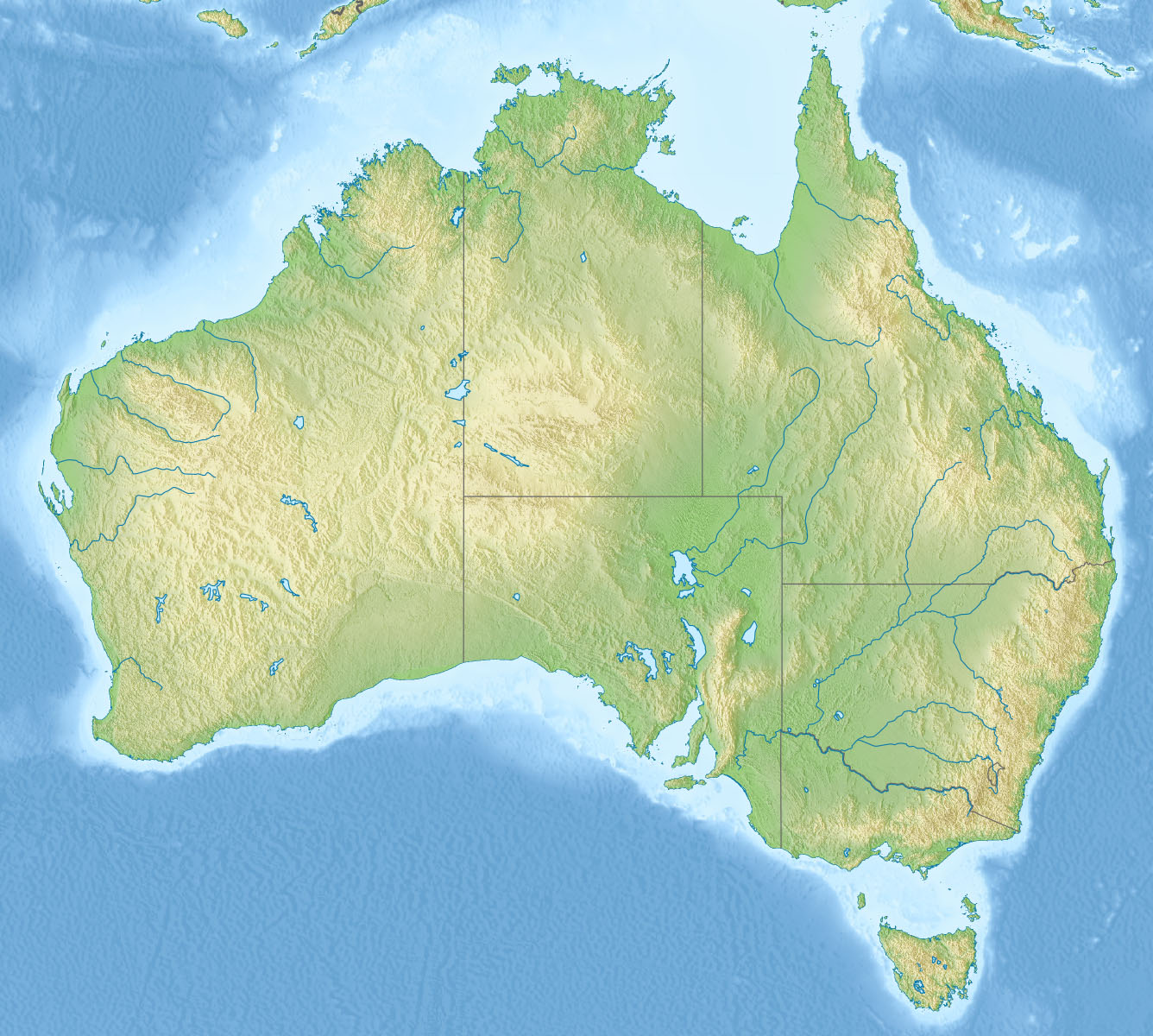
Гіпсометрична карта Австралії
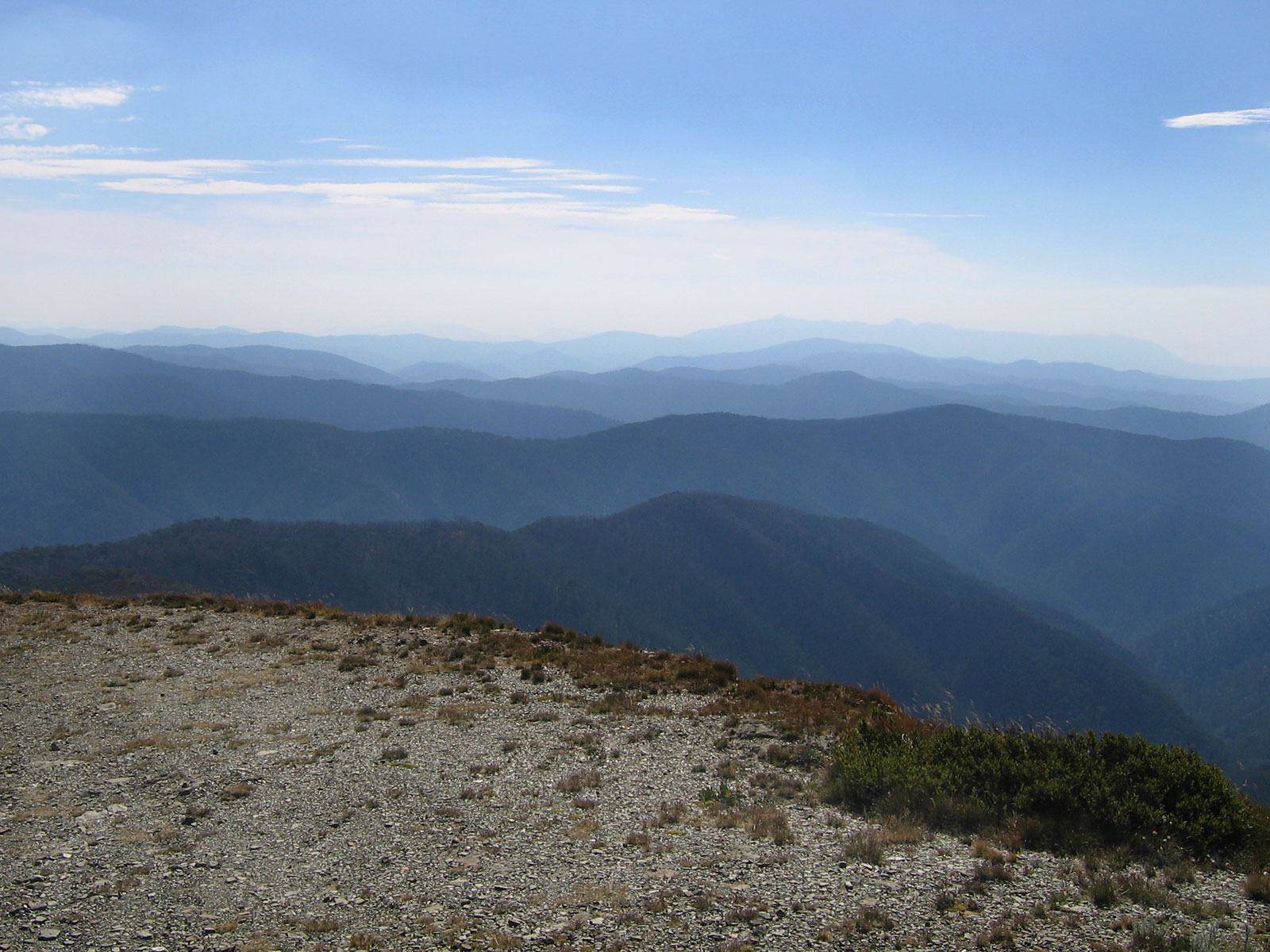
Великий Вододільний хребет
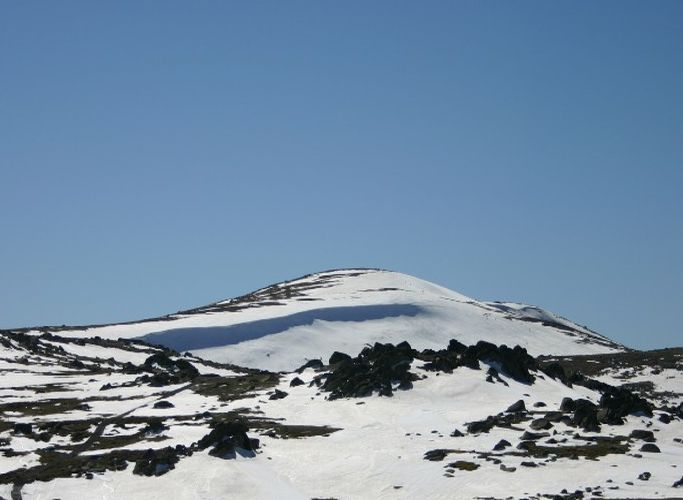
Гора Косцюшко
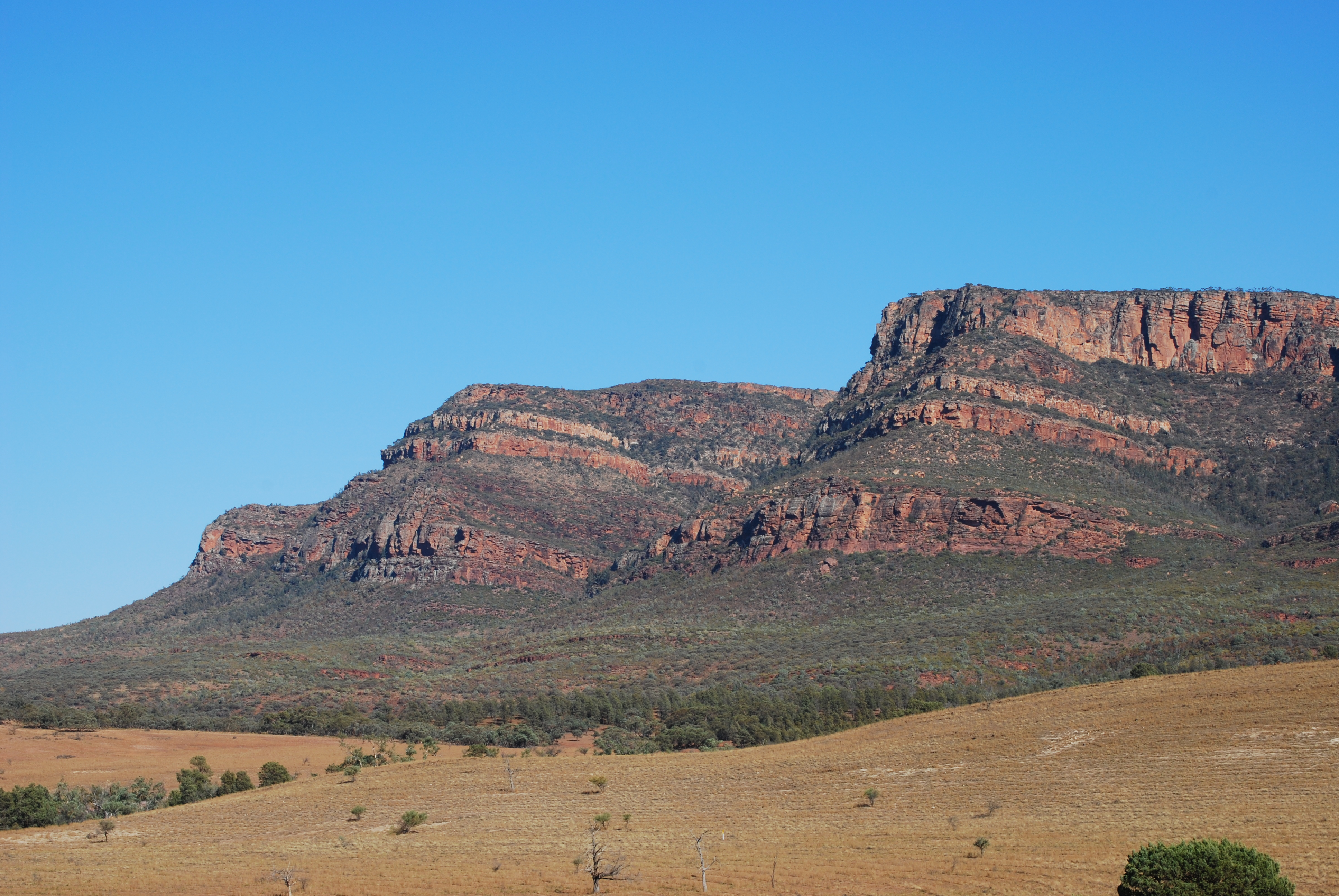
Хребет Фліндерс

Західна частина — Західно-Австралійське плоскогір'я найдревніша частина континенту; середні висоти 400—500 м, найвища вершина — гора Брус (1236 м). Воно оточене хребтами і столовими горами Кімберлі, Макдоннелл, Масгрейв, Гамерслі. На висотах 400—600 м знаходяться кам'янисто-щебенисті та піщані рівнини оточені невисокими гірськими грядами та ізольованими платоподібними масивами. На сході плоскогір'я переходить у гірські хребти Макдонелл (гора Зіл, 1510 м) та Масгрейв (гора Вудрофф, 1440 м). Гора Аугустус у Західній Австралії вважається найбільшим монолітом у світі.
Центральна низовина з рядом озерних западин пересохлих солоних озер з висотами до 100 м знаходиться в районі масивного осадового чохла, що перекриває древній кристалічний масив. Найнижча точка континенту -12 м знаходиться на березі солоного озера Ейр. Серце країни — ряд великих пустель: Велика Піщана, Гібсона, Велика пустеля Вікторія, Сімпсона з відомою Налларборською рівниною на південному узбережжі. У центральній частині континенту довгі високі піщані гряди тягнуться в напрямку панівних вітрів, переважно південно-східних пасатів. У пустелі Сімпсона їхня довжина сягає 250 км, а висота 60 м (висота Патріаршого собору на Лівому березі у Києві). Між грядами річища пересохлих річок, або озерні западини — сліди минулих гумідних епох. З півдня низовина оточена горами Фліндерс і Лофті.
Східну частину Австралії займає Великий Вододільний хребет, розташований вздовж узбережжя, — низькі пагорби з вершинами переважно до 1600 м над рівнем моря. Він крутими схилами обривається до тихоокеанського узбережжя, та похилими сходами — «даунсами» знижується на заході. Найвищі масиви його концентруються на південному сході — Австралійські Альпи з найвищою вершиною країни, горою Косцюшко (2230 м). Постійні снігові та льодовикові масиви у горах відсутні, але присутні давні льодовикові форми рельєфу. В океані вздовж північно-східного узбережжя Австралії на 2 тис. км простягнувся Великий Бар'єрний риф, найбільший кораловий риф у світі.

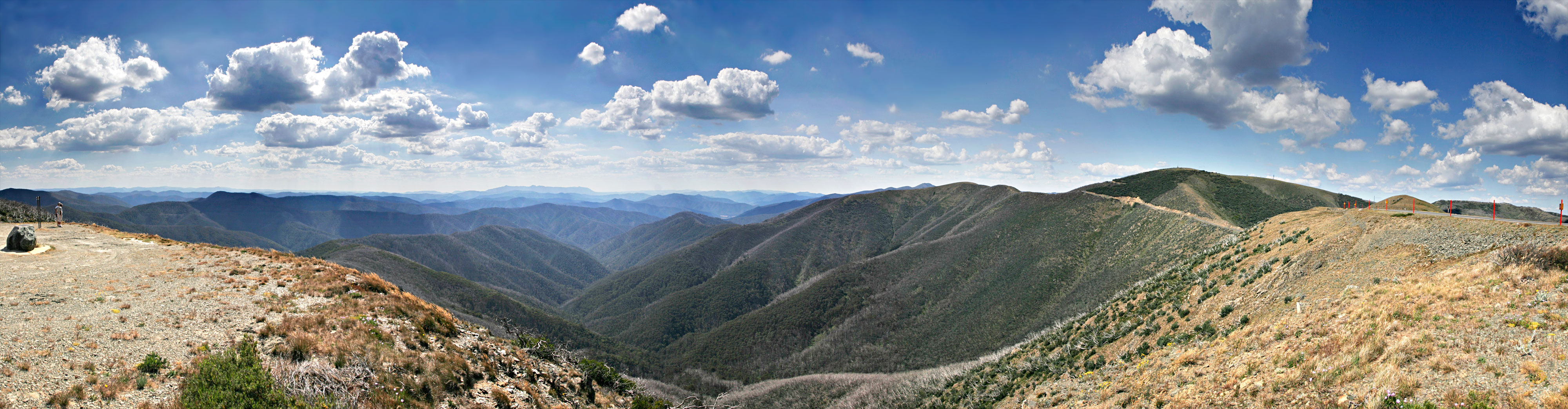
Австралійські Альпи

Завдяки нетривалій історії освоєння материка європейцями, трохи більше 200 років, та непридатним для сільського господарства факторам, більшість ландшафтів зберегли свій первісний вигляд. Найбільше видозмінені та освоєні людиною ландшафти концентруються на південному сході та південному заході, уздовж східного узбережжя. Приблизно 10 % території країни зайнято селитебними землями (будівлі та споруди у населених пунктах, транспортні магістралі).

### Узбережжя
Довжина берегової лінії Австралії становить 34,2 тис. км (без узбереж островів). Берегова лінія розчленована мало, найбільші півострови — Кейп-Йорк і Арнемленд.

### Пустелі
Найбільші пустелі Австралії: Велика Піщана, пустеля Гібсона, Велика пустеля Вікторія, пустеля Сімпсона.
У Австралії найбільшу площу займає зона пустель з річною кількістю опадів до 200—250 мм, але через інтенсивне випаровування (200—300 мм у рік) з високим індексом сухості (3 і більше). Переважають ландшафти піщаних пустель з епізодичним поверхневим стоком; значні запаси підземних вод підтримують існування злаків. Плато і плоскогір'я зайняті кам'янистими пустелями з рідкими ксерофітними чагарниками, із широким розвитком реліктових латеритних кір. Сучасні кори — сольові, головним чином кременисті та гіпсово-сульфатні, займають найбільшу площу в пустелях Центрального басейну, де широко розвинуті глинисті і глинисто-солончакові галофітні пустелі.

## Клімат
Територія Австралії лежить у чотирьох кліматичних поясах, з півночі на південь: субекваторіальному (півострови Арнемленд і Кейп-Йорк), тропічному (центральна частина), субтропічному (південне узбережжя) й помірному (південь острова Тасманія).

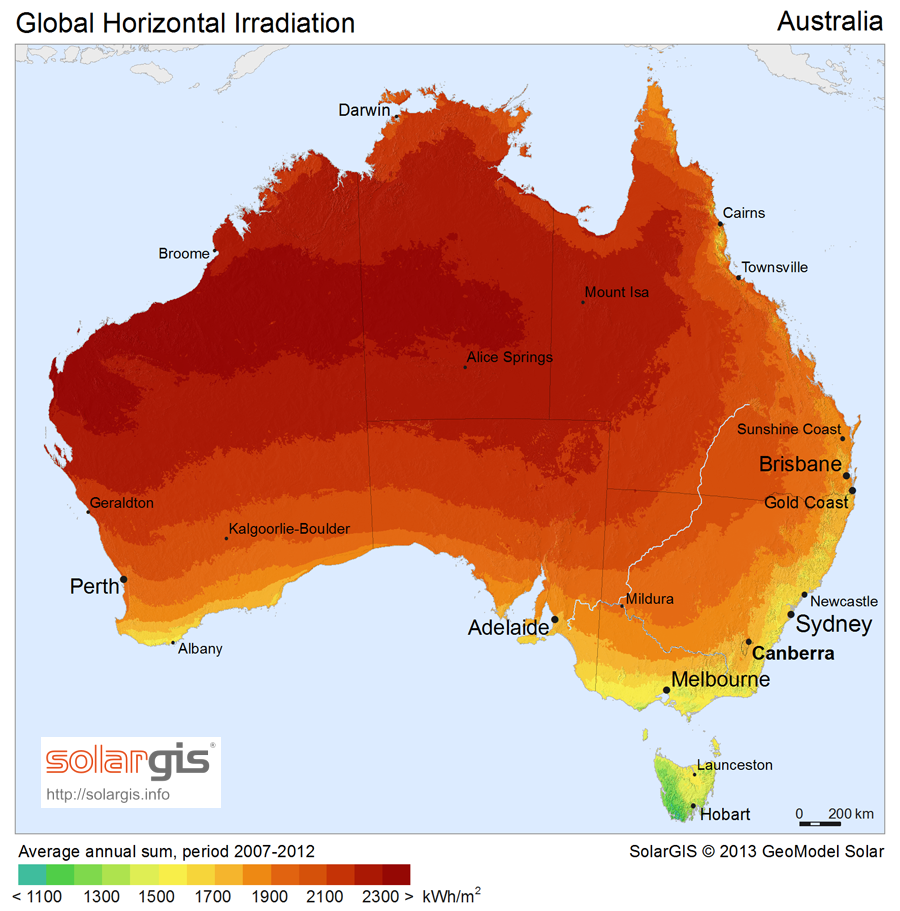
Сонячна радіація (англ.)
Кліматична карта Австралії (за Кеппеном)
border

На півночі влітку переважають екваторіальні повітряні маси, взимку — тропічні. Влітку вітри дмуть від, а взимку до екватора. Сезонні амплітуди температури повітря незначні, зимовий період ненабагато прохолодніший за літній. У літньо-осінній період з морів та океанів надходять тропічні циклони, вдалині від моря довготривалий посушливий сезон. Тут ростуть тропічні ліси, частина зайнята пасовищами.
У центральному пустельному поясі весь рік панують тропічні повітряні маси. Спекотна посушлива погода з великими добовими амплітудами температури. Переважають східні пасатні вітри. Зволоження вглибині континенту й на західному узбережжі недостатнє; на східному, завдяки орографічному впливу Великого Вододільного хребта, зволоження достатнє. Загалом 18 % материкової частини Австралії складається з суцільних пустель. Ауткейн, як називають великі практично незаселені посушливі внутрішні райони Австралії, охоплює 70 % континенту. Часті посухи, що тривають кілька сезонів, які, як вважається, були викликані коливаннями Ель-Ніньйо. Іноді пиловий шторм накриває регіон або навіть кілька штатів, буває повідомлення про випадкове велике торнадо. У спільному дослідженні австралійських та американських науковців 2005 року було висловлено припущення, що опустелювання ландшафтів континенту було пов'язане з появою людей, які прибули сюди приблизно 50 000 років тому. Регулярне випалювання рослинного покриву запустило самопідживлювані процеси континенталізації клімату в тропічній зоні.
На півдні влітку переважають тропічні повітряні маси з ясною тихою антициклонічною погодою, взимку — помірні з похмурою дощовою досить вітряною циклонічною. Значні сезонні амплітуди температури повітря і розподілу атмосферних опадів; на південному сході опадів достатньо, сезонний розподіл рівномірний, у горах можливе випадіння снігу.
Над південною Тасманією превалюють помірні повітряні маси цілий рік, західний масоперенос. Значні сезонні амплітуди температури повітря. Відносно тепла зима з нестійкою погодою, штормовими вітрами. Відносно прохолодне літо з більш ясною погодою. Зволоження рівномірне за сезонами, місцями надмірне.
Австралія є членом Всесвітньої метеорологічної організації (WMO), в країні ведуться систематичні спостереження за погодою.

## Внутрішні води

### Річки
Тимчасові потоки більшої частини країни належать до безстічних басейнів внутрішніх пустель, більша частина річок — басейну Індійського, річки східного узбережжя, що течуть східними схилами Великого Вододільного хребта — Тихого океану.
Основні річки Австралії: Муррей, Дарлінг, Лаклан, Маррамбіджі.
Загальний обсяг річного стоку — 350 км³ (менше, ніж на інших материках). Шар стоку на більшій частині Австралії — близько 50 мм на рік, лише на навітряних схилах Великого Вододільного хребта 400 мм і більше. 7 % площі Австралії належать басейнові Тихого океану, 33 % площі — басейнові Індійського океану. 60 % території материка займають області внутрішнього стоку з рідкими тимчасовими водотоками («криками»). Найбільші і найдовші крики належать до басейну озера Ейр (Куперс-Крик, Дайамантина та ін.). Стік у криках спостерігається тільки після епізодичних літніх злив. На карстовій рівнині Налларбор поверхневий стік відсутній. Більшість рік зовнішнього стоку короткі, з невиробленим подовжнім профілем і нерівномірним режимом стоку, судноплавство є лише у низов'ях, мають переважно дощове живлення.

## Тваринний світ
У зоогеографічному відношенні територія країни відноситься до Австралійської підобласті Австралійської області, більша центральна посушлива частина — до Центральноавстралійської, північ — до Торресової, південний схід і острів Тасманія — до Бассової, південний захід — до провінції Південно-Західної Австралії.

## Стихійні природні явища
На території країни спостерігаються стихійні лиха: руйнівні циклони вздовж узбережжя; суворі посухи; лісові пожежі; вулканічна діяльність на островах Херд і Макдональд.

## Природні ресурси

### Мінеральні ресурси
Надра Австралії багаті на ряд корисних копалин: боксити, кам'яне вугілля (29 % світових запасів), залізну руду, мідь, олово, золото, срібло, уранові руди, нікель, вольфрам, рідкісноземельні елементи, важкі метали, свинець, цинк, алмази, природний газ, нафту.

### Водні ресурси
Загальні запаси відновлюваних водних ресурсів (ґрунтові і поверхневі прісні води) становлять 492 км³.
Станом на 2012 рік в країні налічувалось 25,5 тис. км² зрошуваних земель.

### Земельні ресурси
Земельні ресурси Австралії (оцінка 2011 року):
- придатні для сільськогосподарського обробітку землі — 53,4 %,
  - орні землі — 6,2 %,
  - багаторічні насадження — 0,1 %,
  - землі, що постійно використовуються під пасовища — 47,1 %;
- землі, зайняті лісами і чагарниками — 19,3 %;
- інше — 27,3 %[4].

## Охорона природи
Серед екологічних проблем варто відзначити:
- ерозію ґрунтів спричинену перевипасанням, промисловим будівництвом, урбанізацією, екстенсивним сільським господарством;
- засолення ґрунтів на сільськогосподарських угіддях;
- опустелювання;
- розширення сільськогосподарських угідь, що знищує біотопи рідкісних видів тварин і рослин;
- значне туристичне навантаження на найбільший у світі кораловий риф — Великий Бар'єрний;
- обмежені ресурси природних джерел питної води на більшій частині континенту.

Австралія є учасником ряду міжнародних угод з охорони навколишнього середовища:
- Мадридського протоколу про охорону навколишнього середовища до Договору про Антарктику,
- Конвенції про біологічне різноманіття (CBD),
- Рамкової конвенції ООН про зміну клімату (UNFCCC),
- Кіотського протоколу до Рамкової конвенції,
- Конвенції ООН про боротьбу з опустелюванням (UNCCD),
- Конвенції про міжнародну торгівлю видами дикої фауни і флори, що перебувають під загрозою зникнення (CITES),
- Конвенції про заборону військового впливу на природне середовище (ENMOD),
- Базельської конвенції протидії транскордонному переміщенню небезпечних відходів,
- Конвенції з міжнародного морського права,
- Лондонської конвенції про запобігання забрудненню моря скидами відходів,
- Конвенції з охорони морських живих ресурсів,
- Монреальського протоколу з охорони озонового шару,
- Міжнародної конвенції запобігання забрудненню з суден (MARPOL),
- Міжнародної угоди про торгівлю тропічною деревиною 1983 і 1994 років,
- Рамсарської конвенції із захисту водно-болотних угідь[33],
- Міжнародної конвенції з регулювання китобійного промислу[4].

## Фізико-географічне районування
За фізико-географічним районуванням Австралія поділяється на 3 фізико-географічні країни:
- Західноавстралійська (займає майже половину материка і охоплює Західну Австралію, північ Південної Австралії та південну частину Північної Території; рельєф представлений плато та височинами; клімат здебільшого тропічний пустельний або напівпустельний; ґрунти: червоноземи, фералітні, латеритні, піщані аридні; рослинність: склерофітні ліси, савани, пустища з акацією та евкаліптом);
- Центральна (розташована між Західною платформою та Великим Вододільним хребтом, включає Великі Австралійські пустелі, озера Ейр, Торренс, Гарднер; низинна, майже безстічна область; аридний клімат з річною кількістю опадів менш ніж 250 мм; піщані, кам'янисті та солончакові пустелі із надзвичайно розрідженою ксерофітною рослинністю);
- Східноавстралійська (охоплює Великий Вододільний хребет і прибережні низовини від мису Йорк до Тасманії; найвологіша частина континенту з найбільш різноманітними ландшафтами; рельєф гірсько-пагорбовий (Блакитні гори, Австралійські Альпи); клімат: від субекваторіального (на півночі) до помірного океанічного (Тасманія); багаті бурі і червоно-бурі ґрунти, латеритні та гірські ґрунти; рослинність: тропічні та субтропічні ліси, евкаліптові ліси, гірські степи).

### Природні зони
Австралія лежить у межах 5 фізико-географічних (природних) зон:
- вологих тропічних лісів (охоплює узбережжя Квінсленду, зокрема район Великого Бар'єрного рифу та схили Великого Вододільного хребта; клімат тропічний мусонний із вираженим вологим літом, річна кількість опадів 1500—3000 мм; рослинність: високорослі багатоярусні ліси з епіфітами, ліанами, пальмами, з домінуванням евкаліптів, акацій і фікусів.
- саван та рідколісь (охоплює північ Квінсленду, Північну територію, північ Західної Австралії; клімат тропічний з чітким розподілом на вологий і сухий сезони; рослинність: евкаліптові та акацієві рідколісся, високотравні савани з переважанням злакових);
- пустель і напівпустель (найбільша за площею природна зона Австралії, яка займає центральну та західну частини материка з великими пустелями; клімат аридний і напіваридний, з дуже малими опадами (менше 250 мм на рік) і великими амплітудами температур; ксерофітна і галофітна рідка трав'яниста рослинність з поодинокими деревами акації);
- субтропічних і помірних степів (охоплює південний захід Західної Австралії та частково внутрішні райони Нового Південного Уельсу та Вікторії; клімат середземноморський і помірно-континентальний з вологою зимою і сухим літом; злакова і чагарникова рослинність з розрідженими евкаліптовими гаями);
- вічнозелених твердолистяних лісів (охоплює південний схід материка та острів Тасманія; клімат помірний морський; рослинність: твердолистяні вічнозелені ліси з евкаліптів і миртових, з розвиненим підліском, папоротями та мохами).

Основними висотними поясами в горах Австралії є: 1 — передгір'я (до 600 м; клімат помірно вологий, подібний до прилеглих рівнин; евкаліптові ліси, чагарники); 2 — середньогір'я (600—1600 м; клімат більш вологий; ліси з евкаліптів з підліском, високогірні луки);  3 — високогір'я (1600—2228 м; клімат прохолодніший, із сніговим покривом взимку; субальпійські та альпійські луки з трав'янистою та мохово-лишайниковою рослинністю).

### Ландшафти
Ландшафти Австралії належать до 7 типів ландшафтів: 1 — субтропічні вологі лісові; 2 — середземноморські; 3 — субтропічні рідколісові; 4 — субтропічні напівпустельні і пустельні; 5 — тропічні пустельні; 6 — субекваторіально-тропічні саванові (підтипи: опустелені, типові з фрагментами лісових); 7 — тропічні вологі лісові. Вони представлені 10 групами ландшафтів:  1 — низовинні алювіальні рівнини; 2 — еолові рівнини; 3 — височинні пластові рівнини на пухких континентальних відкладеннях; 4 — вапнякові карстові плато; 5 — височинні денудаційні рівнини на щільних палеозойських і протерозойських породах; 6 — височинні цокольні рівнини на докембрійському кристалічному фундаменті; 7 — складчасто-глибові гори на палеозойських складчастих структурах; 8 — глибові крайові та останцеві гори на докембрійському кристалічному фундаменті; 9 — вулканічні плато і гори; 10 — западини з епізодичними озерами. Найпоширенішими в Австралії є пустельні ландшафти (займають до 40 % площі континенту), саванові, степові, лісові (тропічні, субтропічні, помірні), вологі тропічні та гірські ландшафти.

### Українською
- Атлас світу / голов. ред. І. С. Руденко ; зав. ред. В. В. Радченко ; відп. ред. О. В. Вакуленко. — К. : ДНВП «Картографія», 2005. — 336 с. — ISBN 9666315467.
- Атлас. 7 клас. Географія материків і океанів / Укладачі О. Я. Скуратович, Н. І. Чанцева. — К. : ДНВП «Картографія», 2014.
- Австралія // Гірничий енциклопедичний словник : у 3 т / за ред. В. С. Білецького. — Д. : Східний видавничий дім, 2004. — Т. 3. — 752 с. — ISBN 966-7804-78-X.

- Барановська О. В. Фізична географія материків і океанів : навч. посіб. для студентів ВНЗ : [у 2 ч.]. — Н. : Ніжинський державний університет ім. Миколи Гоголя, 2013. — 306 с. — ISBN 978-617-527-106-3.
- Бєлозоров С. Т. Географія материків. — К. : Вища школа, 1971. — 371 с.
- Географія материків та океанів: Навч. посібник / Уклад. О. Лаврик. — 2-ге вид. — Житомир, 2021. — 231 с. (с. 170—186)
- Панасенко Б. Д. Фізична географія материків : навч. посіб. : в 2 ч. — В. : ЕкоБізнесЦентр, 1999. — 200 с.

### Англійською
- (англ.) Graham Bateman. The Encyclopedia of World Geography. — Andromeda, 2002. — 288 с. — ISBN 1871869587.
- (англ.) Banting, Erinn. Australia: The land. — N. Y. : Crabtree Publishing Company, 2003. — ISBN 0-7787-9343-5.
- (англ.) Johnson, David. The Geology of Australia. — Cambr. : Cambridge University Press, 2009. — ISBN 978-0-521-76741-5.
- (англ.) Ernst Loffler, Anneliese Loffler, A. J. Rose, Denis Warner. Australia: Portrait of a continent. — Richmond, Victoria : Hutchinson Group (Australia), 1983. — С. 37–39. — ISBN 0-09-130460-1.

### Російською
- (рос.) Авакян А. Б., Салтанкин В. П., Шарапов В. А. Водохранилища. — М. : Мысль, 1987. — 326 с. — (Природа мира)
- (рос.) Андреева В. М. и др. Австралия (Австралийский Союз) // Страны и народы. Австралия и Океания. Антарктида / Редкол. П. И. Пучков (отв. ред.) и др. — М. : «Мысль», 1981. — 301 с. — (Страны и народы) — 180 тис. прим.
- (рос.) Апродов В. А. Вулканы. — М. : Мысль, 1982. — 368 с. — (Природа мира)
- (рос.) Апродов В. А. Зоны землетрясений. — М. : Мысль, 2010. — 462 с. — (Природа мира) — ISBN 978-5-244-01122-7.
- (рос.) Бабаев А. Г., Зонн И. С., Дроздов Н. Н., Фрейкин З. Г. Пустыни. — М. : Мысль, 1986. — 320 с. — (Природа мира)
- (рос.) Букштынов А. Д., Грошев Б. И., Крылов Г. В. Леса. — М. : Мысль, 1981. — 316 с. — (Природа мира)
- (рос.) Власова Т. В. Физическая география материков. С прилегающими частями океанов. Южная Америка, Африка, Австралия и Океания, Антарктида. — 4-е, перераб. — М. : Просвещение, 1986. — 269 с.
- (рос.) Гвоздецкий Н. А., Голубчиков Ю. Н. Горы. — М. : Мысль, 1987. — 400 с. — (Природа мира)
- (рос.) Гвоздецкий Н. А. Карст. — М. : Мысль, 1981. — 214 с. — (Природа мира)
- (рос.) Долгушин Л. Д., Осипова Г. Б. Ледники. — М. : Мысль, 1989. — 448 с. — (Природа мира) — ISBN 5-244-00315-1.
- (рос.) Залогин Б. С., Косарев А. Н. Моря. — М. : Мысль, 1999. — 400 с. — (Природа мира) — ISBN 5-244-00624-X.
- (рос.) Исаченко А. Г., Шляпников А. А. Ландшафты. — М. : Мысль, 1989. — 504 с. — (Природа мира) — ISBN 5-244-00177-9.
- (рос.) Каплин П. А., Леонтьев О. К., Лукьянова С. А., Никифоров Л. Г. Берега. — М. : Мысль, 1991. — 480 с. — (Природа мира) — ISBN 5-244-00449-2.
- (рос.) Кист А. Австралия и острова Тихого океана. — М. : Прогресс, 1980. — (Континенты, на которых мы живем)
- (рос.) Литвин В. М., Лымарев В. И. Острова. — М. : Мысль, 2010. — 288 с. — (Природа мира) — ISBN 978-5-244-01129-6.
- (рос.) Лобова Е. В., Хабаров А. В. Почвы. — М. : Мысль, 1983. — 304 с. — (Природа мира)
- (рос.) Максаковский В. П. Географическая картина мира. Книга I: Общая характеристика мира. — М. : Дрофа, 2008. — 495 с. — ISBN 978-5-358-05275-8.
- (рос.) Максаковский В. П. Географическая картина мира. Книга II: Региональная характеристика мира. — М. : Дрофа, 2009. — 480 с. — ISBN 978-5-358-06280-1.
- (рос.) Физическая география: Уч. пособие / Орлёнок В. В., Курков А. А.,  Кучерявый П. П., Тупикин С. Н.; под ред. В. В. Орлёнка. — Калининград, 1998. — 480 с. (с. 186—199). — ISBN 5-88874-096-9
- (рос.) Физико-географический атлас мира. — М. : Академия наук СССР и Главное управление геодезии и картографии ГГК СССР, 1964. — 298 с.
- (рос.) Энциклопедия стран мира / глав. ред. Н. А. Симония. — М. : НПО «Экономика» РАН, отделение общественных наук, 2004. — 1319 с. — ISBN 5-282-02318-0.